# La donna è mobile (film 1934)
La donna è mobile (Forsaking All Others) è un film statunitense del 1934 diretto da W. S. Van Dyke.

## Trama
Jeffrey da venti anni è innamorato di Mary fin dall'infanzia, ma non ha mai trovato il coraggio di dichiararsi, anche perché lei è innamorata di un loro amico, Dill. Dopo aver trascorso un periodo abbastanza lungo in Spagna, Jeffrey torna con il proposito di rivelare a Mary i suoi veri sentimenti. Ma ad attenderlo trova una sorpresa: Mary e Dill stanno per sposarsi. Quando però Dill lascia Mary, la mattina delle nozze, per inseguire Connie, una sua vecchia fiamma, a Jeffrey si presenta l'occasione che attende da sempre. 
Ma Dill e Mary, dopo una scampagnata, riprendono la loro relazione e, dopo il divorzio con Connie, Dill sta per sposarsi con Mary. La mattina del matrimonio Jeffrey va a salutare Mary e la informa che dopo un'ora ripartirà per la Spagna. Dopo la sua partenza Mary capisce che è Jeffrey che ama veramente e corre alla nave per imbarcarsi con lui.